# Jaroslav Seifert

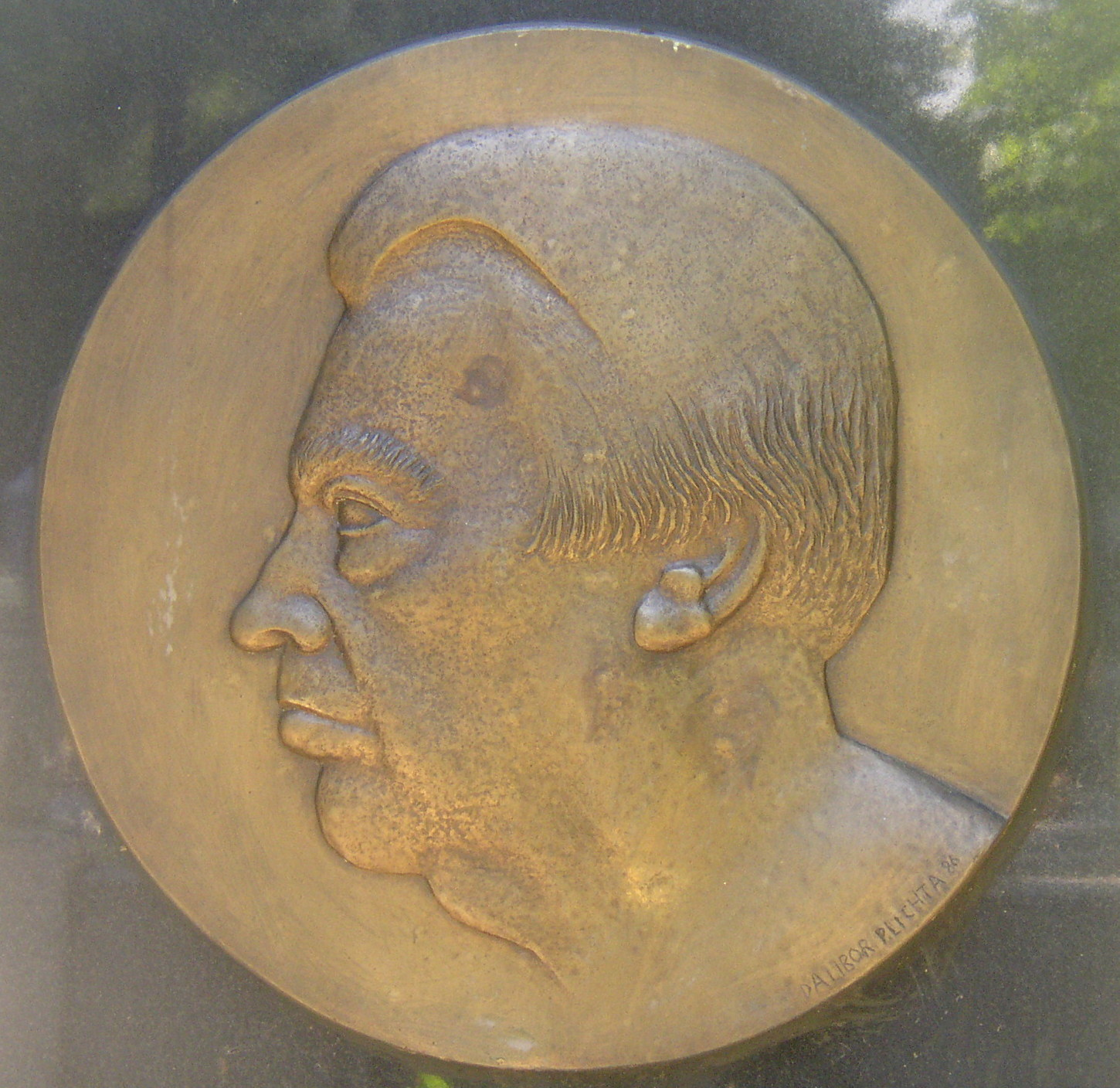
Portret op het graf van Jaroslav Seifert

Jaroslav Seifert (IFA: [ˈjarɔslaf ˈsajfr̩t]) (Žižkov, 23 september 1901 – Praag, 10 januari 1986) was een Tsjechische schrijver, dichter en journalist. In 1984 won hij de Nobelprijs voor Literatuur
Seifert werd geboren in Žižkov, een voorstad van Praag in het toenmalige Oostenrijk-Hongarije. Zijn eerste bundel gedichten werd gepubliceerd in 1921. Hij was lid van de Communistische Partij en redacteur van een aantal communistische kranten en tijdschriften. In maart 1929 werden hij en zes andere belangrijke schrijvers uit de Communistische Partij gegooid. Dit was omdat ze een manifest hadden ondertekend tegen Bolsjewiekse invloeden in het nieuwe leiderschap van de Communistische Partij van Tsjecho-Slowakije. In 1949 verliet Seifert de journalistiek en begon zichzelf uitsluitend te concentreren op literatuur. Hij won verschillende grote prijzen voor zijn gedichten.
In april 1956 verklaarde Seifert op het congres van de Schrijversbond in Praag: "We horen op dit congres telkens weer dat het noodzakelijk is dat schrijvers de waarheid vertellen. Dit betekent dat ze in de afgelopen jaren niet over de waarheid hebben geschreven.(...) Dat is nu allemaal voorbij. De nachtmerrie is uitgebannen."
Tussen 1968 en 1970 nam hij de leiding van de Tsjechische Schrijversbond over.
In 1984 won hij voor zijn poëzie de Nobelprijs voor Literatuur. Vanwege zijn politieke standpunten kreeg hij geen toestemming van de communistische regering om naar de prijsuitreiking te gaan. De dochter van de schrijver was aanwezig bij de ceremonie in Zweden.
In 1985, publiceerde hij zijn memoires, getiteld All the Beauty of the World.
- Bibsys: 90117699
- Biblioteca Nacional de Chile: 000064273
- Biblioteca Nacional de España: XX1016060
- Bibliothèque nationale de France: cb119928906 (data)
- Catàleg d'autoritats de noms i títols de Catalunya: 981058581299306706
- CiNii: DA01445330
- Gemeinsame Normdatei: 118612891
- International Standard Name Identifier: 0000 0000 8091 155X
- Library of Congress Control Number: n50005890
- Nationale Bibliotheek van Letland: 000188935
- MusicBrainz: 2078734f-9f91-4a43-a007-18fd37e16e1a
- Bibliotheek van het Japanse parlement: 00456040
- Nationale Bibliotheek van Tsjechië: jk01110657
- Nationale bibliotheek van Australië: 35488296
- Nationale Bibliotheek van Israël: 987007267697405171
- Nationale Bibliotheek van Polen: a0000001186815
- Nationale en Universitaire bibliotheek Zagreb: 000047126
- Nederlandse Thesaurus van Auteursnamen: 068414293
- LIBRIS: 224114
- SNAC: w67d4z1p
- Système universitaire de documentation: 028006607
- Trove: 971153
- Virtual International Authority File: 12317734
- WorldCat: E39PBJp649fdC8myW69dMwdbBP

1901: Prudhomme ·
1902: Mommsen ·
1903: Bjørnson ·
1904: Mistral, Echegaray ·
1905: Sienkiewicz ·
1906: Carducci ·
1907: Kipling ·
1908: Eucken ·
1909: Lagerlöf ·
1910: Heyse ·
1911: Maeterlinck ·
1912: Hauptmann ·
1913: Tagore ·
1915: Rolland ·
1916: Heidenstam ·
1917: Gjellerup, Pontoppidan ·
1919: Spitteler ·
1920: Hamsun ·
1921: France ·
1922: Benavente ·
1923: Yeats ·
1924: Reymont ·
1925: Shaw ·
1926: Deledda ·
1927: Bergson ·
1928: Undset ·
1929: Mann ·
1930: Lewis ·
1931: Karlfeldt ·
1932: Galsworthy ·
1933: Boenin ·
1934: Pirandello ·
1936: O'Neill ·
1937: Gard ·
1938: Buck ·
1939: Sillanpää ·
1944: Jensen ·
1945: Mistral ·
1946: Hesse ·
1947: Gide ·
1948: Eliot ·
1949: Faulkner ·
1950: Russell ·
1951: Lagerkvist ·
1952: Mauriac ·
1953: Churchill ·
1954: Hemingway ·
1955: Laxness ·
1956: Jiménez ·
1957: Camus ·
1958: Pasternak ·
1959: Quasimodo ·
1960: Perse ·
1961: Andrić ·
1962: Steinbeck ·
1963: Seferis ·
1964: Sartre (geweigerd) ·
1965: Sjolochov ·
1966: Agnon, Sachs ·
1967: Asturias ·
1968: Kawabata ·
1969: Beckett ·
1970: Solzjenitsyn ·
1971: Neruda ·
1972: Böll ·
1973: White ·
1974: Johnson, Martinson ·
1975: Montale ·
1976: Bellow ·
1977: Aleixandre ·
1978: Singer ·
1979: Elýtis ·
1980: Miłosz ·
1981: Canetti ·
1982: García Márquez ·
1983: Golding ·
1984: Seifert ·
1985: Simon ·
1986: Soyinka ·
1987: Brodsky ·
1988: Mahfoez ·
1989: Cela ·
1990: Paz ·
1991: Gordimer ·
1992: Walcott ·
1993: Morrison ·
1994: Oë ·
1995: Heaney ·
1996: Szymborska ·
1997: Fo ·
1998: Saramago ·
1999: Grass ·
2000: Gao ·
2001: Naipaul ·
2002: Kertész ·
2003: Coetzee ·
2004: Jelinek ·
2005: Pinter ·
2006: Pamuk ·
2007: Lessing ·
2008: Le Clézio ·
2009: Müller ·
2010: Vargas Llosa ·
2011: Tranströmer ·
2012: Mo ·
2013: Munro ·
2014: Modiano ·
2015: Aleksijevitsj ·
2016: Dylan ·
2017: Ishiguro ·
2018: Tokarczuk ·
2019: Handke ·
2020: Glück ·
2021: Gurnah ·
2022: Ernaux ·
2023: Fosse ·
2024: Kang ·